# Ràdio lliure

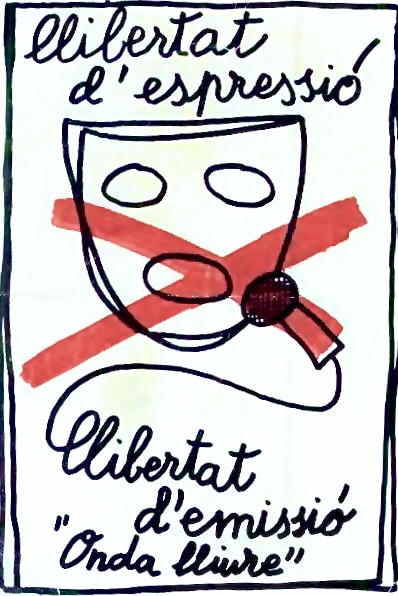

Una ràdio lliure o ràdio ciutadana és una emissora de ràdio independent, de caràcter no lucratiu i autogestionada, la programació de la qual s'elabora de forma assembleària. L'emissora no està promoguda per entitats públiques, institucionals, privades o comercials, sinó que la duu un col·lectiu de persones o per una associació sense ànim de lucre.
El concepte procedeix de les experiències de les ràdio lliures a Itàlia i a França que aparegueren als anys 1970 vinculades als moviments socials i a protestes com les del Maig del 68. El concepte de ràdio lliure és similar al de ràdio comunitària, tot i que hi ha diferències entre els dos tipus de fer ràdio, essent ràdio lliure un terme que es refereix a un tipus de pràctica desenvolupada especialment a Europa i el terme ràdio comunitària és més estès a Amèrica Llatina i a nivell internacional. Als Països Catalans, Ona Lliure, de vida molt breu, n'és considerada la degana quan va començar a emetre de manera esporàdica durant unes jornades antirepressives celebrades a Vic.

## Història als Països Catalans
A les acaballes del franquisme, la primera ràdio lliure va ser Ràdio Maduixa de Granollers, que va iniciar les seves emissions el 1977 fins a l'any 1982. Així i tot, la seva manca de component polític i social fa que, Ona Lliure, creada el 1978, amb emissions estables d'ençà del 4 d'abril del 1979 i clausurada policialment sis vegades fins a la definitiva el 1980, sigui considerada la primera ràdio lliure dels Països Catalans. Ràdio Almeda (1978), a Cornellà de Llobregat, és sovint també destacada com una de les primeres d'aquest tipus.
Al País Valencià, la primera ràdio lliure que emet tota la programació en català va ser Ràdio Puça, nascuda a la ciutat de València l'octubre de 1982. Va tancar les emissions a principis dels 90.
D'altres experiències de començaments de la dècada del 1980 que continuen funcionant arreu dels PPCC són Ràdio Pica (1981), Ràdio Gràcia i Ràdio Klara (1982), de la ciutat de València, que als inicis de la democràcia va ser objecte de tancaments, detencions de les seues col·laboradores i decomís dels equips. Altres ràdios lliures dels anys 1980 que feien les seves transmissions des de Barcelona ciutat van ser: Ràdio Venus i Ràdio Gavina del barri de la Barceloneta, Ràdio La Veu Impertinent situada a l'ateneu llibertari del barri de la Verneda, Ràdio Farigola i Ràdio Àgora a Nou Barris, Krack Ràdio, des del local de la Confederació General del Treball, i Ràdio Llibertina situada a l'Ateneu Llibertari del barri de Sants. També van formar part del moviment de ràdios lliures ràdio El Avispero des de Santa Coloma de Gramenet, Ràdio Korkò de l'Hospitalet de Llobregat, ràdio Los Piratas del Ampordan de Figueres i Ràdio Activitat (1984-2000) de Palma.

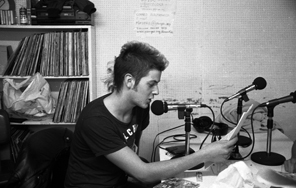
Estudi de Ràdio Bronka el 1996

El 1987, els Mossos d'Esquadra van tancar i requisar Ràdio Pica amb el pretext que provocava interferències a l'aeroport del Prat, fet que es va demostrar fals en el judici posterior, moment en el qual van néixer una nova fornada de ràdios lliures com Ràdio Bronka (1987) de Nou Barris, Ràdio Inoksidable a Santa Coloma de Gramenet, Ràdio Línia 4 i Ràdio RSK (1985) a Nou Barris.
A la dècada del 1990, el moviment continua i el 1991 Ràdio Pica torna amb les emissions per freqüència modulada i neix Contrabanda FM de Ciutat Vella. Posteriorment van aparèixer Ràdio Aktiva d'Alcoi, Ràdio La Mistelera de la Xara, Ràdio Malva del barri valencià del Cabanyal, i Ràdio Bala de Manresa (2011).
La repressió vers les ràdios lliures ha anat variant amb el pas del temps, antigament les tancava la policia i a partir dels anys 1990 són interferides per emissores de ràdio comercial que ocupen les seves freqüències. Fins ara no existeix cap regulació estatal o autonòmica que permeti a les ràdios lliures accedir a llicències legals per a l'emissió radiofònica, de manera que la seva activitat es considera alegal però emparada en l'article 20 de la Constitució espanyola de 1978 que reconeix «el dret a expressar i difondre lliurement els pensaments, idees i opinions». L'any 2010 la Generalitat de Catalunya va presentar un projecte de Llei general de la comunicació audiovisual que pretenia regular l'anomenat tercer sector de les telecomunicacions, equiparant les ràdios lliures i comunitàries amb emissores de fundacions, ONG, universitats o grups religiosos. La Coordinadora de Ràdios Lliures de Catalunya, refundada el novembre del mateix any, es va manifestar en contra de la llei a causa que establia una limitació de l'abast de la freqüència.